# برای روحت مفیده
برای روحت مفیده (به انگلیسی: Good for Your Soul) سومین آلبوم استودیویی گروهٔ آمریکایی اوینگو بوینگو در سبک موج نو می‌باشد که در سال ۱۹۸۳ از سوی ای-اند-ام رکوردز منتشر گردید. این آلبوم توسط رابرت مارگولف تولید شد و آخرین آلبوم گروه بود که تحت ناشر ای-اند-ام رکوردز منتشر شد.